# Iquique
Iquique è una città del Cile settentrionale e sede vescovile che si affaccia sul golfo di Arica (Oceano Pacifico). È la capitale della Regione di Tarapacá (Prima Regione del Cile) e della Provincia di Iquique e conta 191 000 abitanti circa.

## Geografia fisica

### Territorio
Iquique sorge lungo la costa dell'Oceano Pacifico, all'interno del Deserto di Atacama, a circa 1787 km a nord di Santiago del Cile e a 310 km a sud di Arica.

### Clima
Iquique ha la più bassa piovosità media annua mondiale, con un livello di precipitazioni di 10,27 mm. (il deserto del 
Sahara raggiunge gli 84–90 mm annui)

## Storia
Durante il primo millennio della nostra era, la città era inclusa nell'area di sviluppo della civiltà precolombiana di Tiwanaku. In seguito Ikíki fece parte della zona meridionale, chiamata Qolla Suyu ("quartiere meridionale") dell'Impero inca. Questa zona fu conquistata dagli spagnoli nel 1572 e fu poi inclusa nel territorio del Vicereame del Perù. Rimase sotto sovranità peruviana dal 1824 al 1885, quando la città e la provincia circostante furono annesse dal Cile in seguito alla vittoria nella guerra del Pacifico.
Il 21 dicembre 1907 l'esercito cileno massacrò centinaia di operai radunati nella scuola di Santa Maria durante il grande sciopero della provincia di Tarapacá.

## Monumenti e luoghi d'interesse

### Architetture religiose
- Cattedrale dell'Immacolata Concezione
- Chiesa di Sant'Antonio da Padova

## Infrastrutture e trasporti

### Aeroporti
La città è servita dall'Aeroporto Internazionale Diego Aracena, situato a circa 45 km a sud.

### Porti
Il porto di Iquique è uno dei due porti franchi del Paese, l'altro è Punta Arenas, è principalmente usato per l'esportazione dei nitrati ed è uno dei scali commerciali più importanti del Sudamerica.

## Amministrazione

### Gemellaggi
- Oppido Lucano, Italia
- Rapallo, Italia
- Santa Fe

## Galleria d'immagini

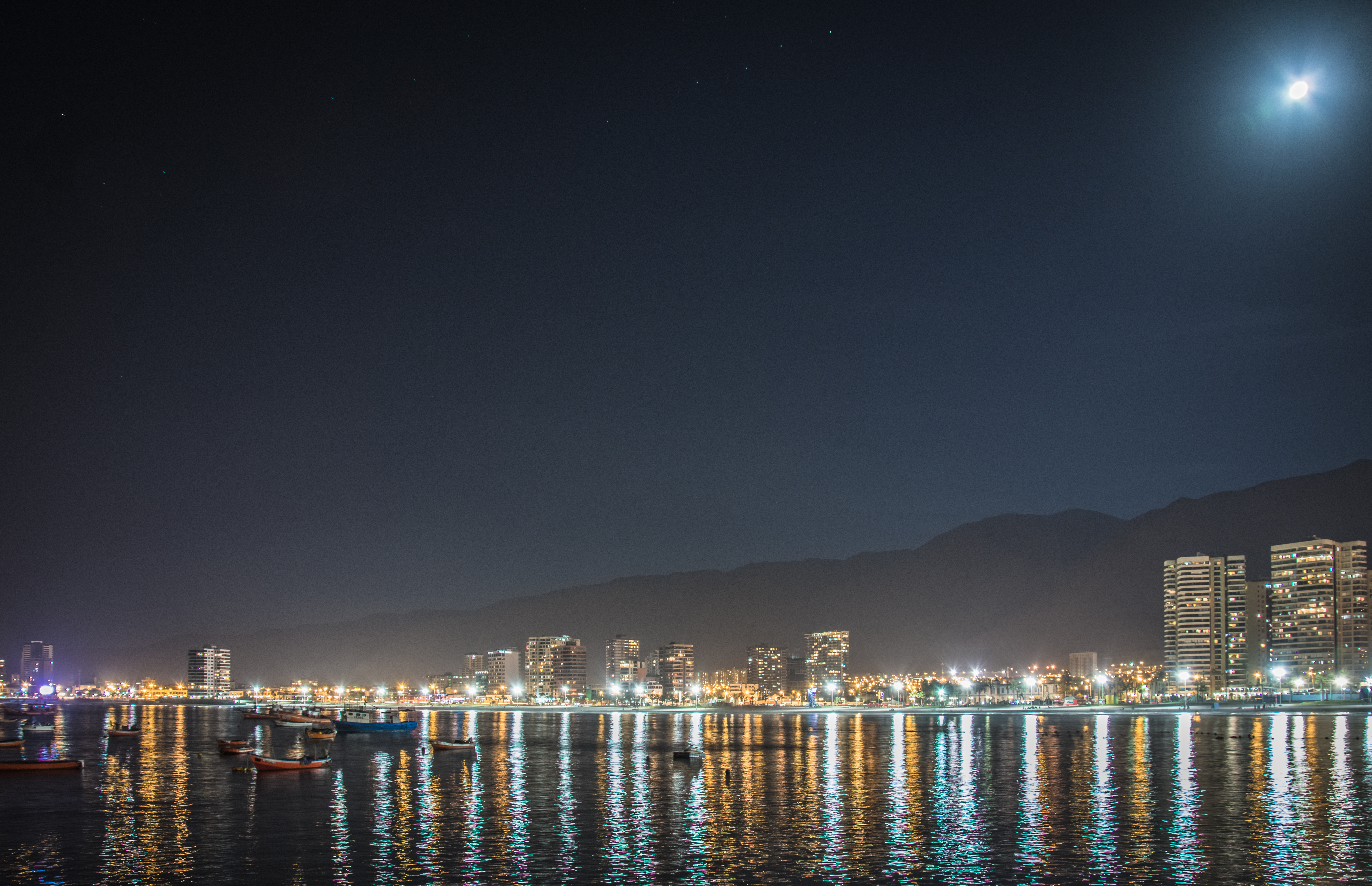
Iquique, veduta notturna
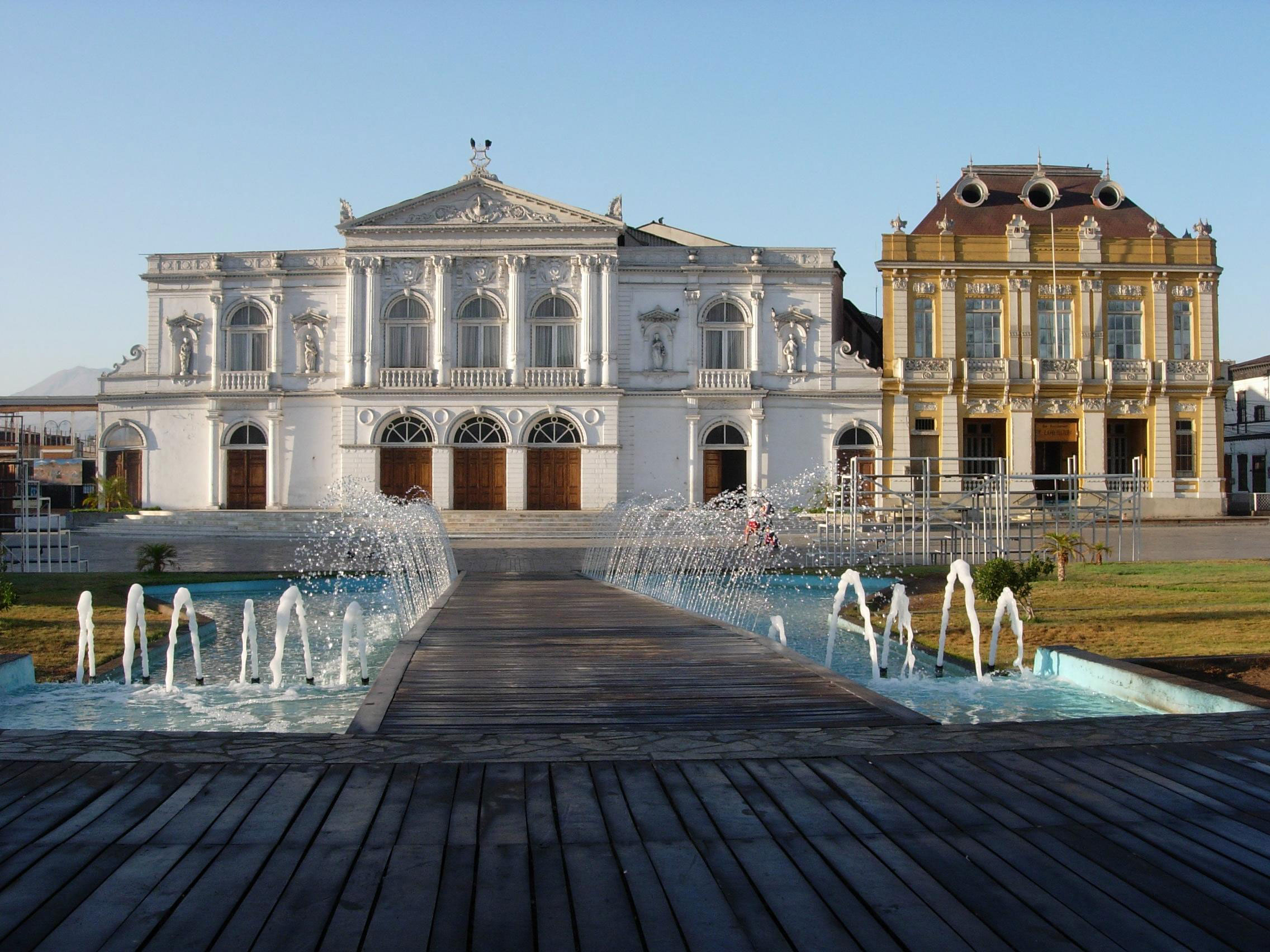
Il Teatro
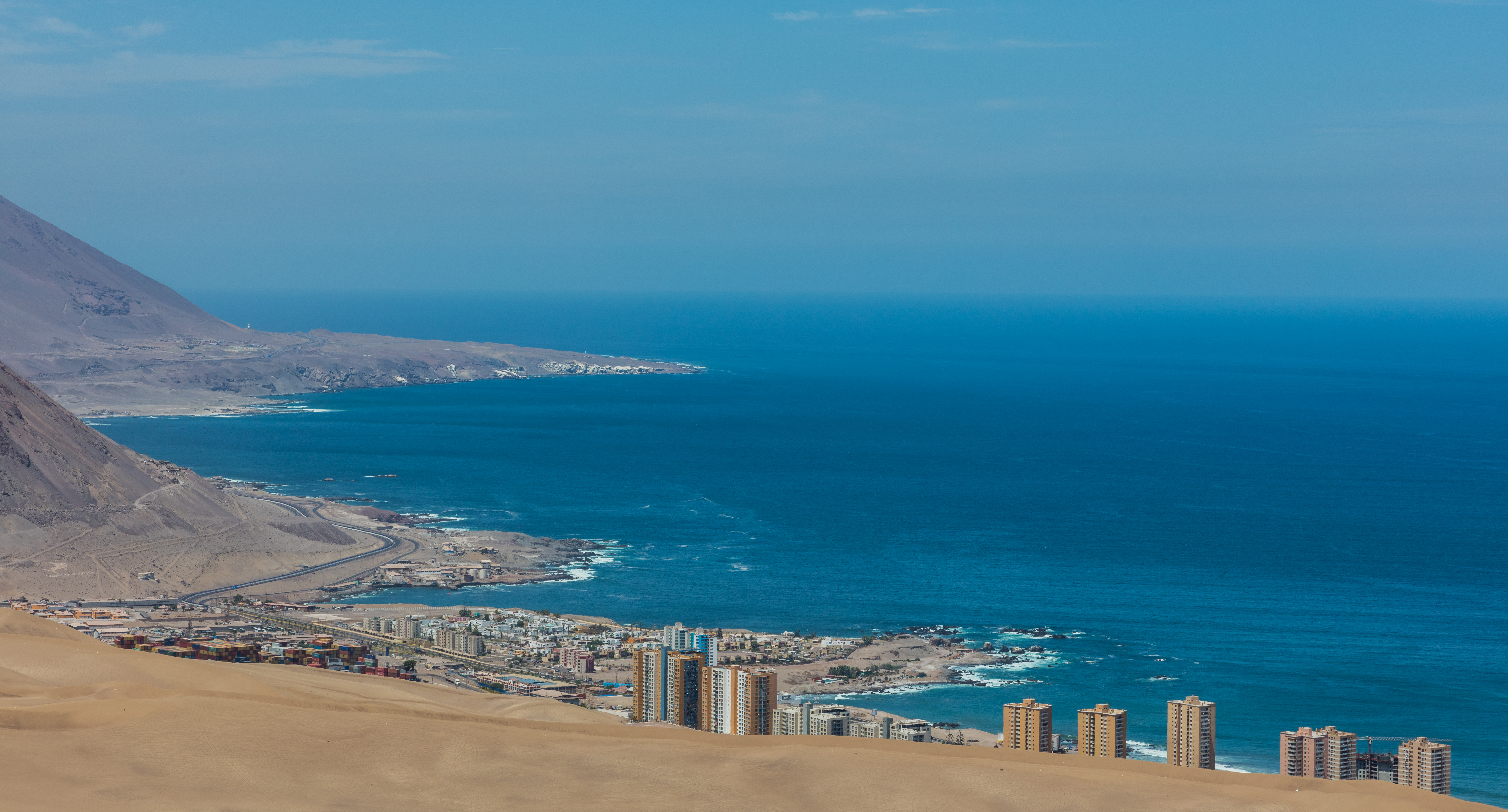
Costa di Iquique
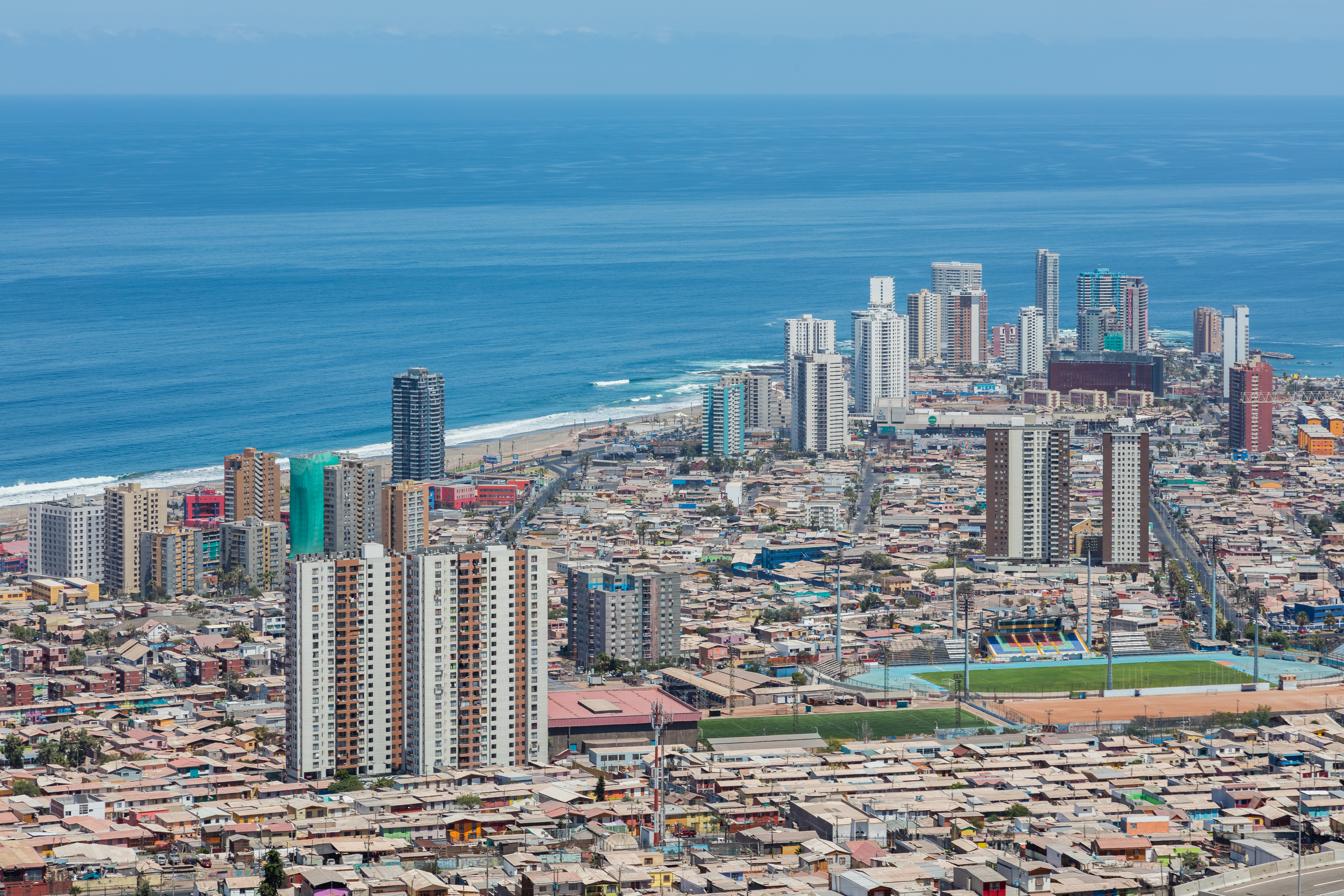
Veduta aerea
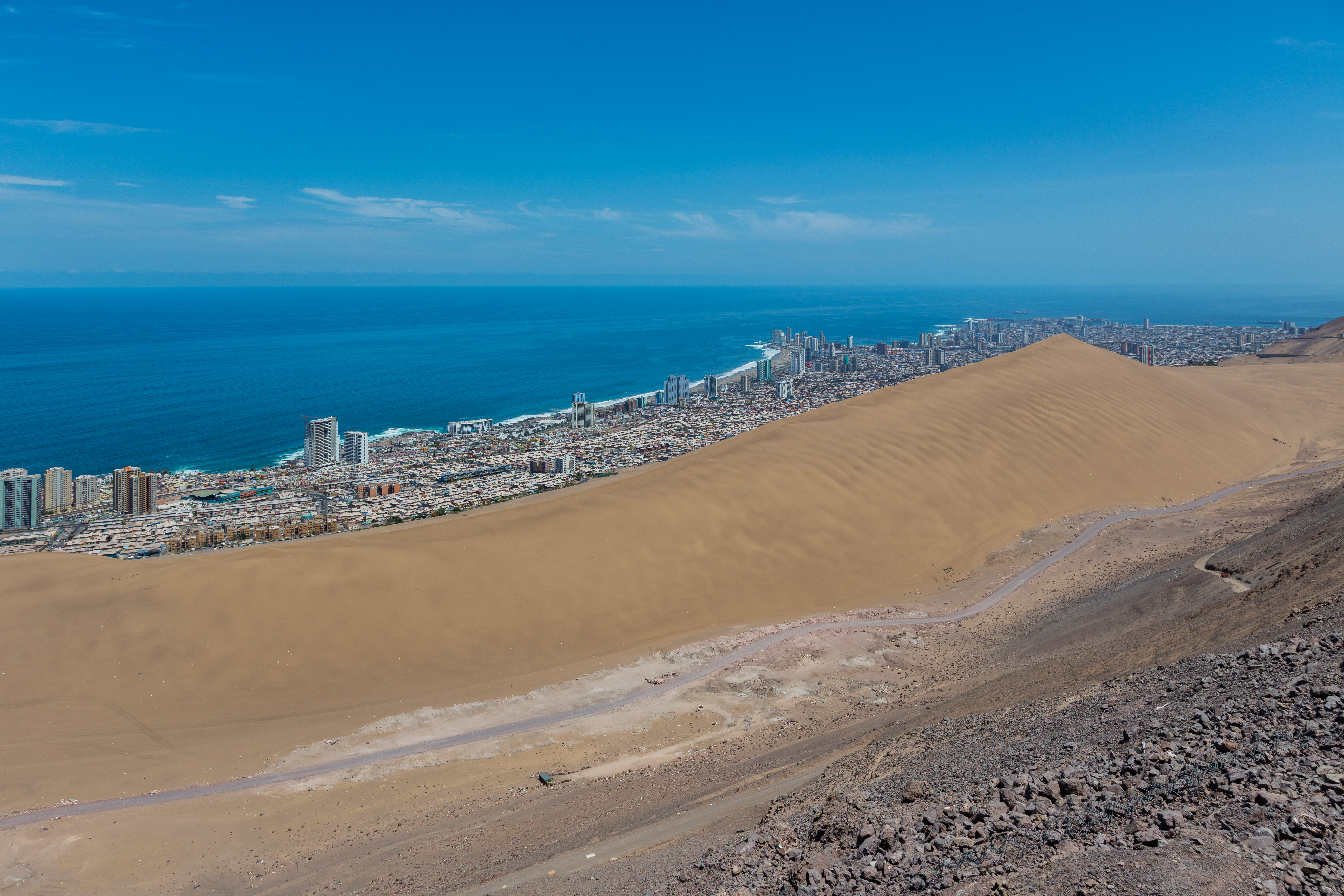
Duna Dragon